# هاري كوردينج
هاري كوردينج (بالإنجليزية: Harry Cording)‏ مواليد 26 أبريل 1891 في ويلينغتون، مقاطعة سومرست - الوفاة 1 سبتمبر 1954 في لوس أنجلوس، كاليفورنيا، الولايات المتحدة، هو ممثل أمريكي بدأ مسيرته الفنية سنة 1925. امتدت مسيرته الفنية لأكثر من 29 عاما.

## الأعمال
- القبطان بلود
- مغامرات روبن هود
- ابن فرانكشتاين
- شبح فرانكشتاين
- شمشون ودليلة
- شرق عدن

## روابط خارجية
- هاري كوردينج على موقع IMDb (الإنجليزية)
- هاري كوردينج على موقع أول موفي (الإنجليزية)
- هاري كوردينج على موقع قاعدة بيانات الأفلام السويدية (السويدية)
- هاري كوردينج على موقع ديسكوغز (الإنجليزية)
- هاري كوردينج على موقع قاعدة بيانات الفيلم (الإنجليزية)